# Ursogastra quindiensis
Ursogastra quindiensis là một loài bướm đêm trong họ Noctuidae.